# Hyblaea hypocyanea
Hyblaea hypocyanea is een vlinder uit de familie van de Hyblaeidae. De wetenschappelijke naam van de soort is voor het eerst geldig gepubliceerd in 1895 door Charles Swinhoe.